# Zygmunt Marynowski
Zygmunt Marynowski (ur. 13 listopada 1876 w Tarnowie, zm. 19 sierpnia 1937 we Lwowie) – polski inżynier komunikacji.

## Życiorys
Po ukończeniu gimnazjum w Jarosławiu w 1895 wyjechał do Lwowa, gdzie rozpoczął studia na Wydziale Inżynierii tamtejszej Politechniki. Podczas nauki był członkiem bratniej pomocy studenckiej oraz odbywał praktykę przy budowie linii kolejowej Rozwadów-Przeworsk, dyplom ukończenia otrzymał w 1901. Pracował przy budowie linii kolejowych Lwów-Sambor, Sambor-Użok, Lwów-Przemyślany-Podhajce. Na początku 1914 został przeniesiony do Dalmacji, przebywając w Splicie był zatrudniony przy budowie linii kolejowej Knin-Pribudić. Na początku 1918 powrócił do Galicji i pracował nad budową stacji w Trzebionce, a następnie rozbudową linii z Trzebini do ówczesnej granicy państwa. W 1919 po odzyskaniu przez Polskę niepodległości nadzorował budowę linii Kutno-Strzałkowo, na następnie Kutno-Płock. W 1921 otrzymał przeniesienie do Lwowa, gdzie otrzymał stanowisko zastępcy naczelnika w wydziale drogowym Dyrekcji Kolei Państwowych. Następnie został zastępcą naczelnika wydziału nawierzchni w Ministerstwie Komunikacji. Po przejściu w stan spoczynku pozostał we Lwowie, gdzie był starszym radcą w Dyrekcji Okręgowej Kolei we Lwowie. Należał do Towarzystwa Politechnicznego, gdzie w latach 1932-1936 pracował w Wydziale Głównym, początkowo był zastępcą sekretarza, a w latach 1935-1936 sekretarzem.